# Тонти, Альдо
А́льдо То́нти (итал. Aldo Tonti; 2 марта 1910, Рим, Лацио, Италия — 7 июля 1988, Марино, Лацио, Италия) — итальянский кинооператор и актёр.

## Биография
В кино с 1935 года («Одетта»). Один из операторов неореалистических лент. Работал с такими режиссёрами, как: Джоваккино Форцано, Августо Дженина, Лукино Висконти, Витторио Де Сика, Луиджи Дзампа, Марио Сольдати, Пьетро Джерми, Альберто Латтуада, Марио Камерини, Роберто Росселлини, Луиджи Коменчини, Эдуардо Де Филиппо, Марио Моничелли, Антонио Пьетранджели, Федерико Феллини, Карло Лидзани, Алессандро Блазетти, Мауро Болоньини, Марко Феррери, Дино Ризи, Этторе Скола, Франсис Жиро, Пьер Гранье-Дефер, Теренс Янг, Джон Хьюстон, Николас Рэй, Ричард Флейшер и другими. Снимал картины во Франции и США.

## Избранная фильмография

### Оператор
- 1935 — Одетта / Odette
- 1938 — Под Южным крестом / Sotto la croce del sud
- 1939 —  / Piccoli naufraghi
- 1939 — Бриллианты / Diamanti
- 1939 — Кардинал Мессиас / Abuna Messias
- 1939 —  / L'eredità in Corsa
- 1940 —  / Sei bambine ed il Perseo
- 1940 — Сердце в бурю / Cuori nella tormenta
- 1940 —  / Il cavaliere di Kruja
- 1940 —  / Il pirata sono io!
- 1940 —  / Non me lo dire!
- 1941 — Караваджо, проклятый художник / Caravaggio, il pittore maledetto
- 1941 —  / Nozze di sangue
- 1941 —  / Il cavaliere senza nome
- 1942 —  / Voglio vivere così
- 1942 — Фары в тумане / Fari nella nebbia
- 1942 —  / Il mercante di schiave
- 1942 — Бенгази / Bengasi
- 1942 —  / La donna è mobile
- 1942 — Сегодня ничего нового / Stasera niente di nuovo
- 1943 —  / La statua vivente
- 1943 — Одержимость / Ossessione (с Доменико Скала[англ.])
- 1943 —  / Una piccola moglie
- 1943 —  / Il campione
- 1945 — Врата неба / La porta del cielo
- 1945 —  / Vivere ancora
- 1945 — Чёрное свадебное платье / L'abito nero da sposa
- 1945 —  / Quartieri alti
- 1946 — Свидетель / Il testimone
- 1946 —  / Malìa
- 1946 —  / Pian delle stelle
- 1946 — Бандит / Il bandito
- 1946 — Солнце ещё всходит / Il sole sorge ancora
- 1946 — Рим, свободный город / Roma città libera
- 1946 — Долой богатство! / Abbasso la ricchezza!
- 1947 — Преступление Джованни Эпископо / Il delitto di Giovanni Episcopo
- 1947 — Капитанская дочка / La figlia del capitano
- 1947 — Апокалипсис / L'apocalisse
- 1948 — Любовь / L' Amore
- 1948 — Без жалости / Senza pietà
- 1948 — Красть запрещено / Proibito rubare
- 1948 — Мечты на дорогах / Molti sogni per le strade
- 1948 — Как проиграть войну / Come persi la guerra
- 1949 — Пожарные Виджу / I pompieri di Viggiù
- 1949 — Мельница на По / Il mulino del Po
- 1949 — Адам и Ева / Adamo ed Eva
- 1949 — Романс / Romanticismo
- 1949 — Волк из Силы / Il lupo della Sila
- 1949 — Юная девушка / Signorinella
- 1950 — Удар и ответ / Botta e risposta
- 1950 —  / L'inafferrabile 12
- 1950 — Гасконские кадеты / I cadetti di Guascogna
- 1950 — Разбойник Музолино / Il brigante Musolino
- 1950 — Неаполь-миллионер / Napoli milionaria (в советском прокате «Неаполь, город миллионеров»)
- 1950 —  / Il vedovo allegro
- 1951 —  / I due derelitti
- 1951 —  / O Comprador de Fazendas
- 1952 — Чувствительность / Sensualità
- 1952 — Европа 51 / Europa '51
- 1953 — Большая медведица / I sette dell'orsa maggiore
- 1953 — Неверные / Le infedeli
- 1953 — Волчица / La lupa
- 1953 — Лёгкие годы / Anni facili
- 1953 — Корабль проклятых женщин / La nave delle donne maledette
- 1953 — Где свобода? / Dov'è la libertà...?
- 1954 — Сто лет любви / Cento anni d'amore
- 1954 — Аттила / Attila
- 1954 — Запрещается / Proibito
- 1955 — Тото из ада / Totò all'inferno
- 1955 —  / L'ultimo amante
- 1955 — Люди и капралы / Siamo uomini o caporali
- 1957 — Итальянский сувенир / Souvenir d'Italie
- 1957 — Ночи Кабирии / Le notti di Cabiria (с Отелло Мартелли)
- 1958 — Фортунелла / Fortunella
- 1958 — Буря / La tempesta
- 1959 — Потерянная жизнь / Vite perdute
- 1959 — Серенада большой любви / For the First Time
- 1959 — Индия / India: Matri Bhumi
- 1959 — Зимние каникулы / Vacanze d'inverno
- 1960 — Невинные дикари / The Savage Innocents
- 1960 — Под десятью флагами / Sotto dieci bandiere
- 1960 — Горбун / Il gobbo
- 1960 — Гастоне / Gastone
- 1961 — Варавва / Barabbas
- 1962 — Я люблю, ты любишь / Io amo, tu ami
- 1962 — Дамон и Пифий / Il tiranno di Siracusa
- 1962 — Агостино / Agostino
- 1963 — Кали-Юг, богиня мести / Kali Yug, la dea della vendetta
- 1963 — Тайна индийского храма / Il mistero del tempio indiano
- 1963 — Женщина-обезьяна / La donna scimmia
- 1963 — Гонконг, прощай / Hong Kong un addio
- 1964 — Работорговля сегодня / Le schiave esistono ancora
- 1964 — Замок живых мертвецов / Il castello dei morti vivi
- 1965 — Вверх и вниз / Su e giù
- 1965 — Казанова 70 / Casanova '70
- 1965 — Сегодня, завтра, послезавтра / Oggi, domani, dopodomani
- 1965 — Человек с пятью шарами / L'uomo dei cinque palloni
- 1966 — Откинь гигантскую тень / Cast a Giant Shadow
- 1966 — А... как в «ассасин» / A... come assassino
- 1966 — Если все женщины мира / Se tutte le donne del mondo
- 1966 — Операция «Святой Януарий» / Operazione San Gennaro
- 1966 — Архидьявол / L'arcidiavolo
- 1967 — Блики в золотом глазу / Reflections in a Golden Eye (с Освальдом Моррисом)
- 1968 — Молодые тигры / I giovani tigri
- 1968 — Паршивая овца / La pecora nera
- 1968 — Рим стремится к Чикаго / Roma come Chicago
- 1968 — Неистовый / Lo scatenato
- 1969 — Вероятность равна нулю / Probabilità zero
- 1970 — Фортуната и Хасинта / Fortunata y Jacinta
- 1970 — Город насилия / Città violenta
- 1970 — Супружеский долг / Il debito coniugale
- 1970 — Бранкалеоне в крестовых походах / Brancaleone alle crociate
- 1970 —  / Upon This Rock (ТВ)
- 1971 — Дезертир / The Deserter
- 1971 — Заказаная жертва / La vittima designata
- 1971 — Красивый, честный эмигрант в Австралии хотел бы жениться на девушке-соотечественнице / Bello, onesto, emigrato Australia sposerebbe compaesana illibata
- 1972 — Бумаги Валачи / The Valachi Papers
- 1972 — Ты можешь это... амиго / Si può fare... amigo
- 1972 — Отважный Ансельмо и его оруженосец / Il prode Anselmo e il suo scudiero
- 1973 — Побег из камеры смертников / Dio, sei proprio un padreterno!
- 1973 — Амазонки / Le guerriere dal seno nudo
- 1974 — Безумный Джо / Crazy Joe
- 1974 — Упрямые люди / Tough Guys
- 1975 — Граф Монте-Кристо / The Count of Monte-Cristo (ТВ)
- 1975 — Два сердца, один волос / Due cuori, una cappella
- 1975 — Джекпот / Jackpot
- 1976 — Женщина в окне / Une femme à sa fenêtre
- 1976 — Те странные случаи / Quelle strane occasioni
- 1976 — Италия сломалась / L'Italia s'è rotta
- 1977 — Рене-тросточка / René la canne
- 1978 — Когда он ей был... так дорог! / Quando c'era lui... caro lei!
- 1979 — Ашанти / Ashanti

### Актёр
- 1948 — Как проиграть войну / Come persi la guerra — Фриц, немецкий солдат
- 1949 — Пожарные Виджиу / I pompieri di Viggiù — пожарник из Генуи
- 1950 — Неаполь-миллионер / Napoli milionaria (в советском прокате «Неаполь, город миллионеров»)
- 1953 — Лёгкие годы / Anni facili
- 1965 — Вверх и вниз / Su e giù
- 1968 — Неистовый / Lo scatenato